# セガ・ロッソ
株式会社セガ・ロッソ(Sega Rosso ltd.)は、かつて存在したセガの開発子会社。AM研究開発部分室が第12AM研究開発部、第5ソフトウェア研究開発部を経て独立し2000年7月1日に設立された。社長は佐々木建仁。社名の「ロッソ」はイタリア語で「赤」を意味するが、これはセガのコーポレートカラーである「青」イコール「クール」というイメージを「赤くホットなものに変えたい」という意味が込められていた。
2003年10月1日のグループ再編により、ヒットメーカーに吸収合併され、佐々木はヒットメーカーの取締役に就任した。

## 作品
- Laキーボードュ
- カードキャプターさくら 知世のビデオ大作戦
- EA Sports NASCAR Arcade（開発はセガ・ロッソだが販売はセガより行われた。）
- コズミックスマッシュ
- 頭文字D ARCADE STAGE（ver.3はヒットメーカーに吸収されたあとに発売されたが、セガ・ロッソ名義）
- ソウルサーファー